# ناتج الجرعة
ناتج الجرعة (DAP) هي كمية يُستعان بها في تقييم الخطر الإشعاعي للفحص التشخيصي بالأشعة السينية والعمليات الجراحية التدخلية. ولا يقتصر دوره على تحديد مقدار الجرعة في المجال الإشعاعي بل يحدد أيضًا منطقة النسيج المشع. ولذا، قد يكون مؤشرًا أفضل لمجمل خطر السرطان المحرّض أفضل من الجرعة في نطاق ساحة التشخيص. وتتميز أيضًا هذه الطريقة بسهولة قياسها، إذا ما ركب جهاز قياس ناتج الجرعة على جهاز الأشعة السينية. ويظهر ناتج الجرعة في صورة سنتيمتر مربع من الغراي (غراي*سم²) (وأحيانًا ملليغراي*سم² أو سنتي غراي*سم²). وعادة ما تضيف جهات تصنيع مقاييس ناتج الجرعة تدريجًا لحساب الجرعة الممتصة إلى الهواء.
وناتج الكيرما area product (KAP) هي كمية أخرى مرتبطة بناتج الجرعة ولا فرق بينهما في جميع الاستخدامات التي تهدف إلى الحماية العملية من الإشعاع. إلا أنه وعلى وجه التحديد، ناتج الجرعة = ناتج الكيرما × (1-g) حيث g هي وحدة الطاقة المنطلقة من الجسيمات المشحونة التي تُفقد في المادة أثناء العمليات الإشعاعية، وتحدد الجرعة بالمقدار الممتص في الهواء. وقيمة g في الأشعة السينية التشخيصية ما هي إلا كسر في المئة.
وعند تصوير الأوعية التاجية ونتاجات المداخلة التاجية بطريق الجلد يتعرض المريض لنسبة من ناتج الجرعة تتراوح من 20 إلى 106 غراي*سم² ومن 44 إلى 143 غراي*سم² على التوالي.